# Jennifer Heil
Jennifer Heil (Edmonton, 11 aprile 1983) è un'ex sciatrice freestyle canadese.

## Biografia
La Heil debutta in competizioni valide ai fini del punteggio F.I.S. il 17 febbraio 1997, partecipando ad una gara di gobbe della Nor-Am Cup a Fortress Mountain, giungendo 4ª. Ottiene il suo primo successo, nella stessa manifestazione continentale e sul medesimo tracciato, due anni dopo, nella specialità delle gobbe in parallelo.
Nel 1999 esordisce in Coppa del Mondo con un 29º posto, mentre dovrà attendere il 2002 per salire sul gradino più alto del podio, sulla pista di Inawashiro (in Giappone) sempre nelle gobbe.
Nel 2002 in occasione dei XIX Giochi olimpici invernali di Salt Lake City 2002 chiude al quarto posto nella medesima specialità. Ai Mondiali di Ruka 2005 riesce a conquistare l'oro iridato nelle gobbe in parallelo.
Alle Olimpiadi di Torino 2006 raggiunge l'apice della carriera laureandosi campionessa olimpica di gobbe. L'anno seguente si aggiudica altre due medaglie ai Mondiali di Madonna di Campiglio 2007, un oro nelle gobbe in parallelo e un argento nelle gobbe e nella stessa stagione vince la Coppa del Mondo generale.
Dopo aver ottenuto un altro oro ai Mondiali di Inawashiro 2009 e un argento olimpico ai XXI Giochi olimpici invernali di Vancouver 2010, nel 2011 incrementa il palmarès con due medaglie d'oro, in entrambe le discipline delle gobbe, ai Mondiali di Deer Valley 2011.
La sciatrice vanta cinque Coppe del Mondo di gobbe, oltre ad aver collezionato 25 vittorie e 58 podi complessivi.

## Palmarès

### Olimpiadi
- 2 medaglie:
  - 1 oro (gobbe a Torino 2006)
  - 1 argento (gobbe a Vancouver 2010)

### Mondiali
- 6 medaglie:
  - 4 ori (gobbe in parallelo a Ruka 2005; gobbe in parallelo a Madonna di Campiglio 2007; gobbe, gobbe in parallelo a Deer Valley 2011)
  - 2 argenti (gobbe a Madonna di Campiglio 2007; gobbe a Inawashiro 2009)

### Coppa del Mondo
- Vincitrice della Coppa del Mondo nel 2007
- Vincitrice della Coppa del Mondo di gobbe nel 2004, nel 2005, nel 2006, nel 2007 e nel 2010
- 58 podi:
  - 25 vittorie
  - 25 secondi posti
  - 8 terzi posti

#### Coppa del Mondo - vittorie
| Data             | Luogo                | Paese         | Disciplina |
| ---------------- | -------------------- | ------------- | ---------- |
| 3 marzo 2002     | Inawashiro           | Giappone      | MO         |
| 19 dicembre 2003 | Madonna di Campiglio | Italia        | MO         |
| 17 gennaio 2004  | Lake Placid          | Stati Uniti   | MO         |
| 29 febbraio 2004 | Špindlerův Mlýn      | Rep. Ceca     | MO         |
| 16 dicembre 2004 | Tignes               | Francia       | MO         |
| 15 gennaio 2005  | Lake Placid          | Stati Uniti   | MO         |
| 29 gennaio 2005  | Deer Valley          | Stati Uniti   | MO         |
| 6 febbraio 2005  | Inawashiro           | Giappone      | MO         |
| 11 febbraio 2005 | Naeba                | Giappone      | MO         |
| 18 dicembre 2005 | Oberstdorf           | Germania      | MO         |
| 28 gennaio 2006  | Madonna di Campiglio | Italia        | MO         |
| 1º marzo 2006    | Jisan                | Corea del Sud | MO         |
| 5 marzo 2006     | Inawashiro           | Giappone      | MO         |
| 5 febbraio 2007  | La Plagne            | Francia       | MO         |
| 6 febbraio 2007  | La Plagne            | Francia       | DM         |
| 17 febbraio 2007 | Inawashiro           | Giappone      | MO         |
| 24 febbraio 2007 | Apex                 | Canada        | MO         |
| 2 marzo 2007     | Voss                 | Norvegia      | MO         |
| 3 marzo 2007     | Voss                 | Norvegia      | MO         |
| 31 gennaio 2009  | Deer Valley          | Stati Uniti   | MO         |
| 7 febbraio 2009  | Cypress Mountain     | Canada        | MO         |
| 8 gennaio 2010   | Calgary              | Canada        | MO         |
| 9 gennaio 2010   | Calgary              | Canada        | MO         |
| 14 gennaio 2010  | Deer Valley          | Stati Uniti   | MO         |
| 16 gennaio 2010  | Deer Valley          | Stati Uniti   | MO         |

Legenda:

MO = gobbe

DM = gobbe in parallelo